# 마리엘 로드리게즈
마리엘 로드리게스(Mariel Rodriguez, 1984년 8월 10일~)는 필리핀의 모델, 사회자, 배우이다.